# Superpuchar Polski w piłce siatkowej kobiet (2023)
AL-KO Superpuchar Polski im. Andrzeja Niemczyka 2023 – 18. edycja rozgrywek o Superpuchar Polski został rozegrany 25 października 2023 roku. Zorganizowana przez Polską Ligę Siatkówki (PLS) pod patronatem Polskiego Związku Piłki Siatkowej (PZPS). W meczu o Superpuchar Polski wziął udział zwycięzca Pucharu Polski (2022/2023) - Grupa Azoty Chemik Police i finalista ŁKS Commercecon Łódź.
Po raz 4 zdobywcą Superpucharu Polski został klub Grupa Azoty Chemik Police.
MVP spotkania wybrana została reprezentantka Polski Martyna Łukasik.
Sponsorem tytularnym rozgrywek był producent urządzeń do pielęgnacji ogrodów – AL-KO.

## Mecz
Środa, 25 października 2023 – 18:30 (UTC+02:00) • Łódź Sport Arena im. Józefa Żylińskiego, Łódź
Widzów: 1700
Czas trwania meczu: 124 minut
Sędziowie: Wojciech Maroszek i Mateusz Broński
| Grupa Azoty Chemik Police | 3:1                                 | ŁKS Commercecon Łódź |
|                           | (25:20, 20:25, 25:20, 25:17) raport |                      |

| Poz.                 | Nr | Zawodnik                   | 1          | 2           | 3          | 4           | 5 | Pkt |
| -------------------- | -- | -------------------------- | ---------- | ----------- | ---------- | ----------- | - | --- |
| L                    | 2  | Martyna Grajber-Nowakowska | L          | L           | L          | L           |   |     |
| A                    | 3  | Elizabet Inneh-Varga       | 6 trzy     | 6 trzy      | 6 trzy     |             |   | 7   |
| R                    | 4  | Marlena Kowalewska         | 9 sześć    | 9 sześć     | 9 sześć    | 9 sześć     |   | 2   |
| Ś                    | 5  | Agnieszka Korneluk         | 5 dwa      | 5 dwa       | 5 dwa      | 22 zmiana13 |   | 10  |
| P                    | 6  | Saliha Şahin               | 4 jeden    |             | 7 cztery   | 7 cztery    |   | 14  |
| Ś                    | 9  | Iga Wasilewska             | 8 pięć     | 8 pięć      | 8 pięć     | 8 pięć      |   | 9   |
| P                    | 14 | Natalia Mędrzyk            | 7 cztery   | 7 cztery    |            | 10 zmiana1  |   | 8   |
| Zmiany               |    |                            |            |             |            |             |   |     |
| A                    | 1  | Bruna Honório              |            | 12 zmiana3  | 12 zmiana3 | 6 trzy      |   | 7   |
| P                    | 10 | Monika Fedusio             |            | 23 zmiana14 |            | 18 zmiana9  |   | 1   |
| P                    | 11 | Martyna Łukasik            | 15 zmiana6 | 4 jeden     | 4 jeden    | 4 jeden     |   | 15  |
| Ś                    | 13 | Dominika Pierzchała        | 18 zmiana9 |             | 14 zmiana5 | 5 dwa       |   | 2   |
| R                    | 16 | Ding Xia                   | 13 zmiana4 | 13 zmiana4  |            |             |   |     |
| Nie weszły na boisko |    |                            |            |             |            |             |   |     |
| L                    | 7  | Monika Jagła               |            |             |            |             |   |     |
| Trener               |    |                            |            |             |            |             |   |     |
| Marco Fenoglio       |    |                            |            |             |            |             |   |     |

| Poz.                 | Nr | Zawodnik             | 1           | 2           | 3           | 4           | 5 | Pkt |
| -------------------- | -- | -------------------- | ----------- | ----------- | ----------- | ----------- | - | --- |
| Ś                    | 1  | Aleksandra Gryka     | 9 sześć     | 8 pięć      | 9 sześć     | 8 pięć      |   | 8   |
| L                    | 3  | Paulina Maj-Erwardt  | L           | L           | L           | L           |   | 4   |
| Ś                    | 6  | Kamila Witkowska     | 6 trzy      | 5 dwa       | 6 trzy      | 5 dwa       |   | 9   |
| A                    | 7  | Valentina Diouf      | 7 cztery    | 6 trzy      | 7 cztery    | 6 trzy      |   | 16  |
| R                    | 12 | Roberta Ratzke       | 4 jeden     | 9 sześć     | 4 jeden     | 9 sześć     |   | 2   |
| P                    | 13 | Amanda Francisco     | 8 pięć      | 7 cztery    | 8 pięć      | 7 cztery    |   | 10  |
| P                    | 18 | Julita Piasecka      | 5 dwa       | 4 jeden     | 5 dwa       |             |   | 9   |
| Zmiany               |    |                      |             |             |             |             |   |     |
| P                    | 2  | Aleksandra Dudek     |             |             | 27 zmiana18 | 4 jeden     |   |     |
| A                    | 10 | Anastasija Hryszczuk | 21 zmiana12 | 21 zmiana12 | 22 zmiana13 | 21 zmiana12 |   | 1   |
| P                    | 16 | Kinga Drabek         | 27 zmiana18 | 27 zmiana18 |             | 11 zmiana2  |   |     |
| Ś                    | 17 | Sonia Stefanik       |             |             | 15 zmiana6  |             |   |     |
| R                    | 21 | Paulina Zaborowska   | 16 zmiana7  | 16 zmiana7  |             | 16 zmiana7  |   |     |
| Nie weszły na boisko |    |                      |             |             |             |             |   |     |
| P                    | 9  | Natalia Dróżdż       |             |             |             |             |   |     |
| Trener               |    |                      |             |             |             |             |   |     |
| Alessandro Chiappini |    |                      |             |             |             |             |   |     |

## Statystyki meczowe
| POL | STATYSTYKI        | KED |
| 95  | MAŁE PUNKTY       | 82  |
| 58  | ATAK              | 46  |
| 7   | BLOK              | 9   |
| 8   | SERWIS            | 3   |
| 21  | BŁĘDY PRZECIWNIKA | 16  |

## Wyjściowe ustawienie drużyn
| Şahin Korneluk Inneh-Varga Mędrzyk Wasilewska Kowalewska Grajber-Nowakowska Ratzke Piasecka Witkowska Diouf Campos Gryka Maj-Erwardt |